# ミンドロ海峡
ミンドロ海峡（ミンドロかいきょう、英: Mindoro Strait）はフィリピンのミンドロ島とブスアンガ島の間にある海峡。南シナ海とスールー海を結ぶ。

フィリピン最大のサンゴ礁であるアポリーフがある。アポリーフより東は東アポ、西は西アポと呼ばれる。
ミンドロ海峡はインド洋と太平洋を結ぶ重要な航路の一つであり、主にマラッカ海峡のマラッカマックスを通過できない大型船が利用するルートである。
最近の海底地形調査では、ミンドロ海峡とシブツ海峡は十分に深く、それらが最終氷期には存在していたことを示している。

これは、オットレー・ベイヤーが提唱する、最終氷期においてミンドロ海峡は陸橋であったとする説と矛盾している。